# Melinda Gates

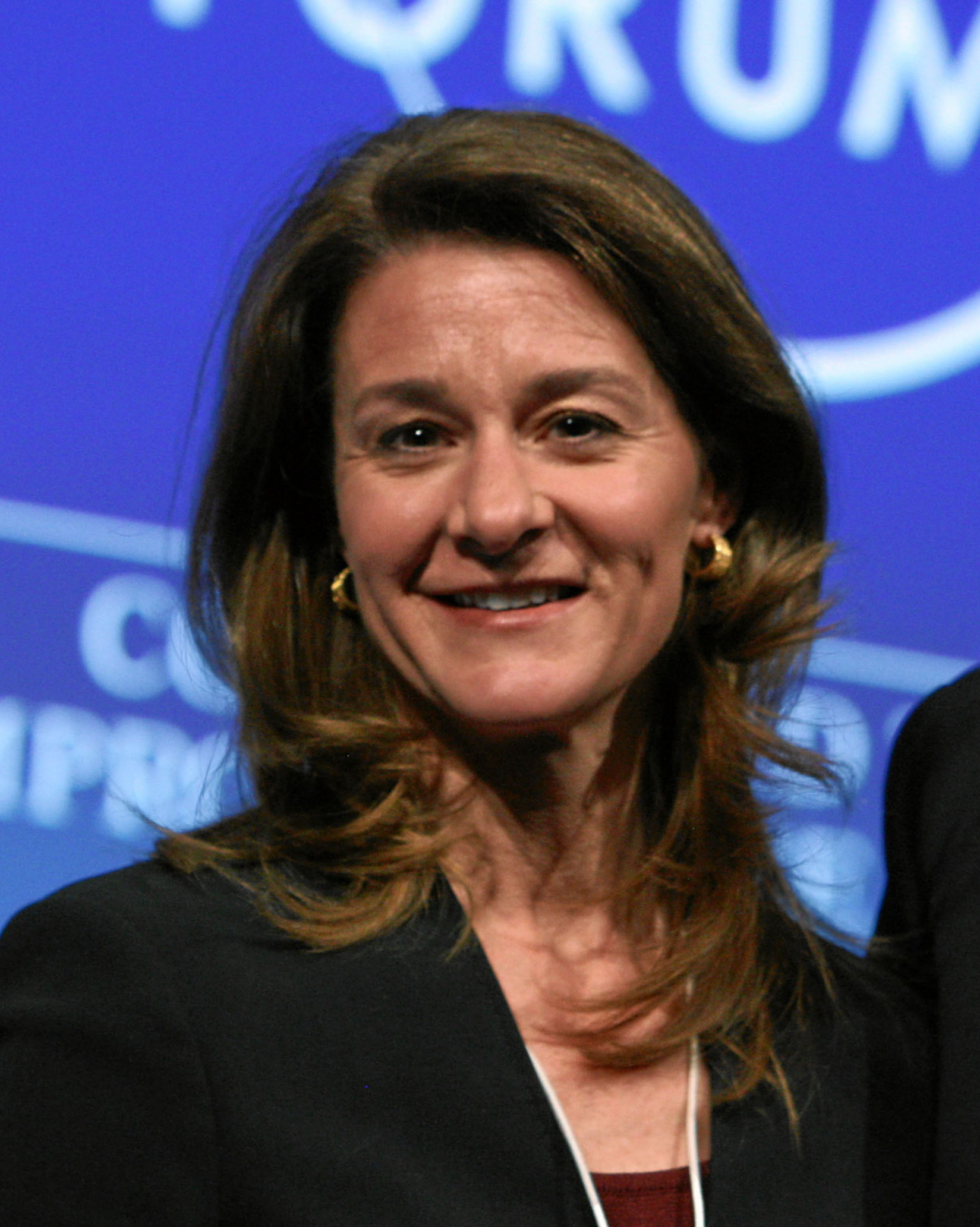
Melinda Gates

Melinda Gates (nhũ danh Melinda French, phu nhân của Bill Gates, bà sinh ngày 15 tháng 8 năm 1964) là nhân viên cũ của công ty Microsoft với chức danh người quản lý đơn vị sản phẩm của Microsoft Publisher, Microsoft Bob, Microsoft Encarta, và Expedia. Năm 1994, bà lấy Bill Gates, người sáng lập, chủ tịch và kiến trúc sư phần mềm đứng đầu Microsoft. Hai người có với nhau ba đứa con, Jennifer Katharine Gates (1996), Rory John Gates (1999) và Phoebe Adele Gates (2002).
Melinda sinh ra và lớn lên tại Dallas, Texas, nơi bà được làm đại biểu học sinh đọc diễn văn từ biệt của lớp bà tại Học viện Ursuline của Dallas. Cô đậu bằng cử nhân khoa học máy tính và kinh tế tại trường đại học Duke năm 1986 và bằng cử nhân văn chương trường Duke năm 1987, và phục vụ như một thành viên của ban quản trị trường Duke từ 1996-2003. Hiện tại bà cũng dự Nhóm Bilderberg và giữ một ghế trong ủy ban The Washington Post.
Cùng với chồng của mình, Melinda sáng lập ra Quỹ Bill & Melinda Gates, một tổ chức từ thiện đã đóng góp tới 24 tỷ USD cho cứu tế. Tháng 12 năm 2005, bà cùng với chồng và nghệ sĩ Bono được đề cử Nhân vật của năm do báo Time tổ chức. Theo tạp chí Forbes, bà là một trong mười người phụ nữ có quyền lực nhất thế giới.
Năm 2013 bà cùng với chồng được Viện hàn lâm Khoa học quốc gia Hoa Kỳ trao tặng Huy chương Phúc lợi công cộng.